# Histoire véridique de la conquête de la Nouvelle-Espagne

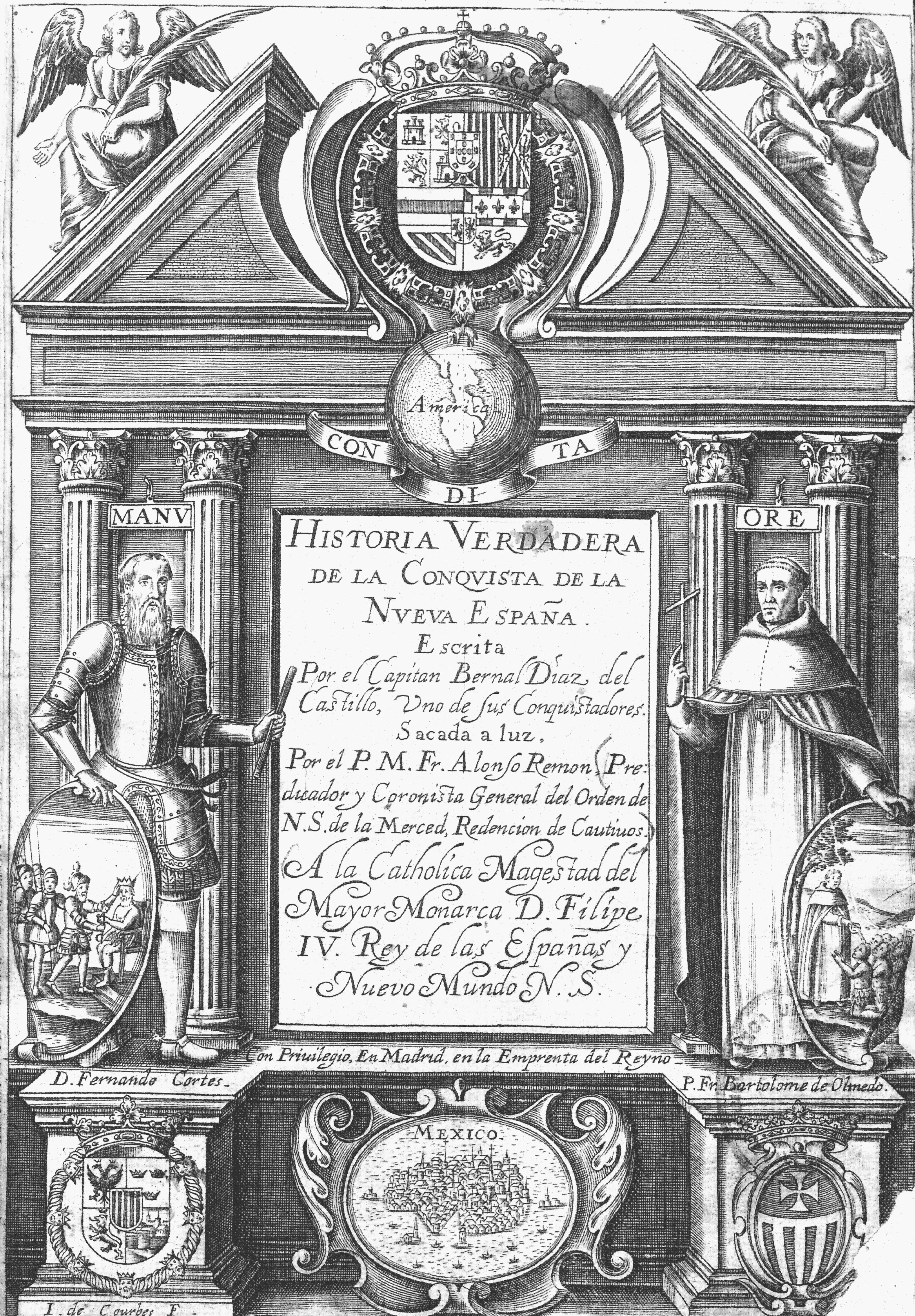
Première édition, de 1632.

L’Histoire véridique de la conquête de la Nouvelle-Espagne (Historia verdadera de la conquista de la Nueva España, en version originale espagnole) est un livre écrit par le conquistador Bernal Díaz del Castillo. 
Il y décrit, pendant la conquête de l'Empire aztèque, la vie quotidienne des soldats ainsi que des Aztèques. Il y présente le portrait de l'empereur Moctezuma II dont il fut l'ami personnel. Sa narration est un reportage précis sur la civilisation aztèque, un reportage minutieux décrivant les quelque 119 batailles auxquelles il participa, culminant avec la chute de l'empire aztèque en 1521. Il offre le point de vue réaliste d'un témoin oculaire ayant participé à la Conquête du Mexique. Il constitue la source la plus importante pour comprendre les circonstances de ce basculement historique majeur.

## Structure de l'ouvrage
Outre le prologue, où l'auteur explique pourquoi il en a entrepris la rédaction, on peut distinguer plusieurs parties dans le livre:
- les chapitres 1 à 18 qui traitent des débuts de l'existence de Bernal Diaz ainsi que des expéditions de Francisco Hernández de Córdoba en 1517 et de Juan de Grijalva en 1518
- les chapitres 19 à 156 qui  traitent d'une période courte  (1519-1521) mais capitale de son existence, où il raconte sa participation à  la conquête du Mexique par Hernan Cortés.
- les chapitres 157 à 212, qui traitent du restant de son existence jusqu'en 1570:  les expéditions auxquelles il participa de 1521 à 1526, et, de façon moins détaillée, certaines de ses tribulations, notamment ses deux voyages en Espagne. Dans les derniers chapitres, on trouve, outre l'évocation de tous les anciens frères d'armes qu'il se rappelle, des considérations sur sa propre œuvre.

## Manuscrits
Il existe trois manuscrits de l'Histoire véridique:
- le manuscrit «Remón», que Bernal Díaz avait envoyé en Espagne en 1575 afin d'être publié. Il doit son nom à Fray Alonso Remón de l'Ordre de la Merci, qui le découvrit dans une bibliothèque privée et le publia en 1632[1], non sans que le style aussi bien que le fond aient été altérés. L'existence de ces modifications était déjà connue au XVIIe siècle. Comme le manuscrit original a disparu, on ne peut juger de l'importance des interpolations que par comparaison avec les autres manuscrits. Le père mercédaire Fray Gabriel Adarzo y Santander ajouta des passages[2] destinés à présenter sous un jour favorable le rôle de son ordre dans la conversion des Indigènes, notamment la part prise par Bartolomé de Olmedo, chapelain de l'expédition de Cortés. Si les modifications sont peu importantes dans les chapitres qui traitent de la conquête du Mexique, dans la dernière partie il introduisit deux pères supplémentaires[3]. L'ouvrage fut traduit en anglais en 1800 par Maurice Keatinge, en français en 1876 par Denis Jourdanet puis en 1877 par José Maria de Heredia.

- le manuscrit «Guatemala», qui doit son nom au fait qu'il avait été conservé dans la famille de l'auteur au Guatemala. Lorsque José Maria de Heredia traduisit le manuscrit «Remón», il se demanda si le document n'avait pas été altéré. Il se livra à une enquête qui le conduisit au Guatemala. Il ne put acquérir le manuscrit vu le prix que son possesseur en demandait[4]. Le manuscrit[5] finit par être acquis  par le gouvernement guatémaltèque, qui, après l'avoir photographié, en communiqua une copie au gouvernement mexicain, tout en en interdisant la publication[6]. Ce n'est qu'en 1904 que Genaro García le publia à Mexico. Ce manuscript possède ses propres particularités. Il a été modifié par le fils aîné de Bernal Díaz.

- le manuscrit «Alegría» est une copie faite en 1605 à la demande du fils aîné de Bernal Díaz. Il fut trouvé à Murcie en Espagne, et tire son nom du bibliophile José Maria de Alegría, dont les héritiers en firent présent à la Bibliothèque Nationale de Madrid.

## Paternité de l'œuvre
Dans l'ouvrage Cortès et son double, le mésoaméricaniste Christian Duverger soutient l'hypothèse, très controversée, que le véritable auteur de L'Histoire véridique de la Conquête de la Nouvelle Espagne n'est pas Bernal Díaz del Castillo mais Hernán Cortés.
Il avance notamment comme arguments la biographie lacunaire de Díaz del Castillo, sa rédaction tardive de l'œuvre (quarante ans après les faits) qui regorge de détails, une prosodie latine avec des citations d'auteurs antiques écrite par un soldat non lettré qui ne savait peut-être pas écrire, ses lettres montrant trois graphies différentes, de même que sa signature, ce qui suggère qu'il employait des copistes. Il affirme, sans en apporter la preuve, dans un premier temps que Díaz était illettré et que sa personnalité ne correspond pas à celle de l'auteur de l’Histoire véridique, telle qu'on peut l'entrapercevoir par une lecture attentive de l'ouvrage. Il dresse ensuite le portrait-robot de celui qui a écrit l’Histoire véridique et en conclut qu'il ne peut correspondre à aucun des compagnons de Cortès. Le seul candidat possible, réunissant tous les critères d'attribution, est, selon Duverger, Cortès lui-même, qui aurait pu écrire le livre dans la période peu connue de ses années de retraite, entre 1543 et 1546.
Cet ouvrage a suscité des critiques virulentes de spécialistes du sujet tels que Guillermo Serés, Miguel León-Portilla ou encore Pablo Escalante Gonzalbo.